# Conde de Osborne Dalí

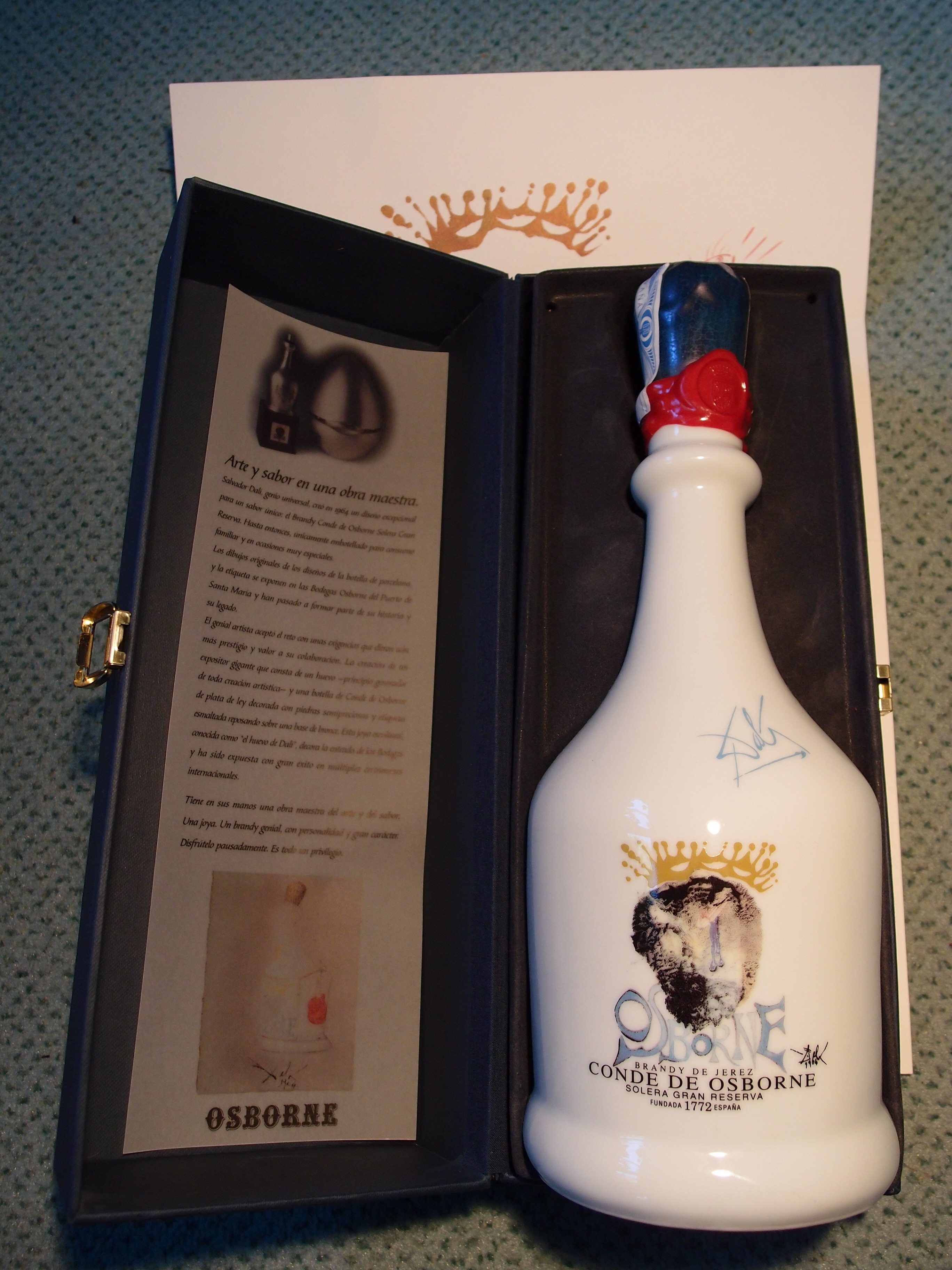
Conde de Osborne Dalí (in Originalverpackung)

Conde de Osborne Dalí ist der Markenname eines Brandys des südspanischen Traditionsunternehmens Osborne, der zur obersten spanischen Güteklassifizierung in der Luxusklasse gehört. Die Herstellung erfolgt in der andalusischen Küstenstadt El Puerto de Santa María, angrenzend an die Bucht von Cádiz.

## Geschichte

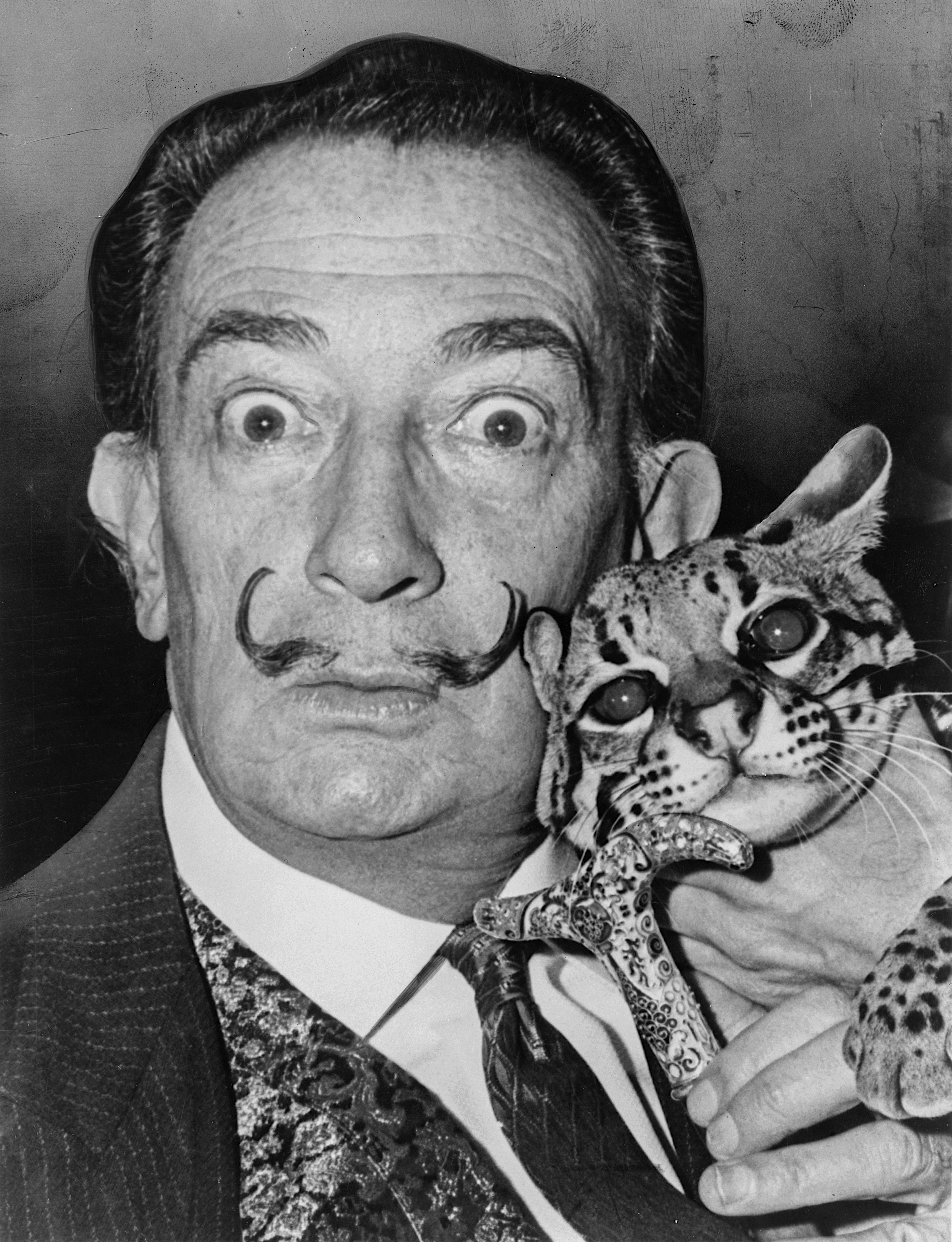
Salvador Dalí, 1965

Die Familie Osborne bat Anfang der 1960er-Jahre den spanischen Maler Salvador Dalí darum, zu Ehren von Juan Nicolás Osborne, einem der beiden Söhne des Firmengründers Thomas Osborne, eine künstlerisch gestaltete Flasche zu schaffen. Osborne wurde im Jahre 1869 für seine Verdienste im diplomatischen Corps in den Grafenstand (spanisch: Conde) erhoben und führte von da an den Namen Juan Nicolás Conde de Osborne. Dalí kreierte im Jahre 1964 auftragsgemäß eine weiße Porzellanflasche und das Label für diesen Brandy, der dann unter dem Namen Conde de Osborne Dalí auf dem Markt in der Luxusklasse eingeführt wurde. Das Label der Flasche zeigt ein stilisiertes tränendes oder blau-blutendes Stierherz mit einer ebenfalls stilisierten Krone darüber, in Anlehnung an das Wappen des gräflichen Familienzweiges der Osborne. Dalí wünschte sich unter anderem als Gegenleistung für sein surrealistisches Design einen Fernsehauftritt in einem Osborne-Werbespot für den Brandy Osborne Veterano. 1965 wurde dann der zehn Sekunden dauernde Spot dreimal ausgestrahlt. Darin saß Dalí auf einem Thron und schrieb die Worte „Veterano hat es!“ auf die Mattscheibe. In einem weiteren Spot für den Brandy Veterano zeichnete er mit einem funkensprühenden Zauberstab die Konturen der Iberischen Halbinsel in die Luft.

## Herstellung und Klassifizierung

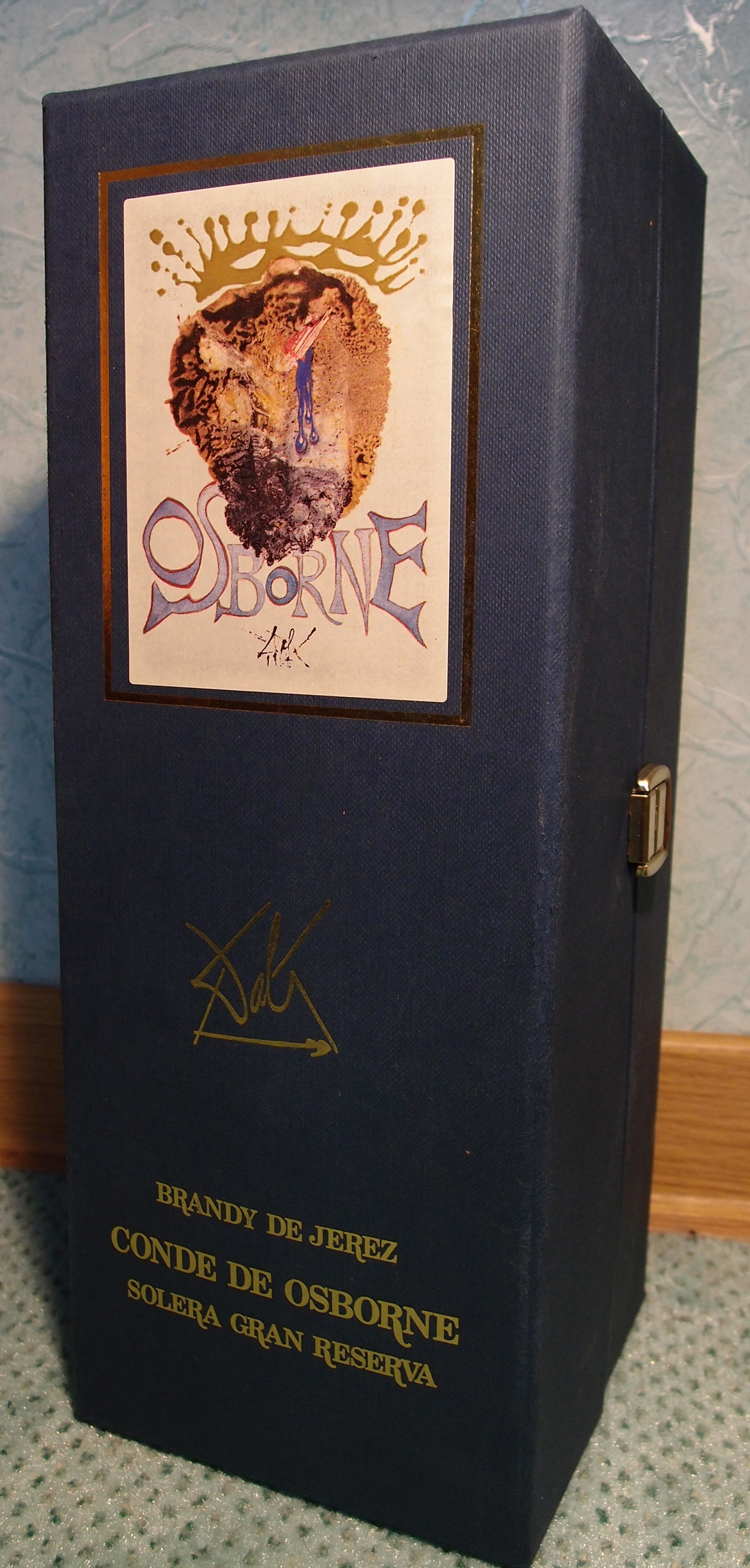
Originalverpackung

Der Brandy Conde de Osborne Dalí wird nach dem spanischen Solera-Verfahren zehn Jahre in Holzfässern aus Weißeiche gereift, die vorher für den Oloroso Pedro Ximénez benutzt wurden. Der Weinbrand kommt unter der von der EU geschützten und garantierten Herkunftsbezeichnung Brandy de Jerez in limitierter Auflage und in der höchsten spanischen Güteklasse Gran Reserva Solera in den Handel.

## Charakteristik
Der Brandy hat eine Mahagoni-Färbung mit trüben Schattierungen. Durch die lange Reifezeit nimmt er ein Aroma an, in dem Nuancen von Pflaumen, Rosinen und Vanille hervortreten. Der Conde de Osborne Dalí enthält 40,5 Volumenprozent Alkohol.

## Auszeichnungen
- MUNDUSvini: Gold
- International Spirits Challenge: Gold
- Wine Spectator: Silber